# باتريس بيانكي
باتريس بيانكي (بالفرنسية: Patrice Bianchi)‏ هو متزحلق جبال الألب فرنسي، ولد في 10 أبريل 1969 في بوغ سان موريس في فرنسا.

## وصلات خارجية
- باتريس بيانكي على موقع الاتحاد الدولي للتزلج (التزلج على المنحدرات الثلجية) (الإنجليزية)
- باتريس بيانكي على موقع أوليمبيديا (الإنجليزية)